# 6. økumeniske koncil
Det 6. økumeniske koncil (eller rettere de trullanske konciler) var egentlig to konciler, som blev afholdt i Konstantinopel i Kuppelsalen (trullos er græsk og betyder "kuppel") på det kejserlige slot i henholdsvis 680 og 692.
Det første af disse konciler, det 6. økumeniske, behandlede det dogmatiske konfliktspørgsmål om monoteletismen og udtalte, under påvirkning fra Roms side, en fordømmelse af denne lære, idet man fastholdt, at Kristus havde to viljer.
Det andet koncilium havde til formål at supplere det 5. og 6. økumeniske koncilium, hvorfor det blev kaldt "quinisextum" (latin), idet man ønskede at vedtage fælles regler for kirkeforfatning og kirketugt, regler, som blev anset for at være nødvendige som følge af de foregående koncilers mere dogmatiske bestemmelser, men pave Sergius I nægtede at anerkende koncilet og forbød offentliggørelse af koncilets beslutninger i de vestlige kirker. Dette skulle blive indledningen til det endelige brud mellem den romersk-katolske og den græsk-ortodokse kirke.

## Baggrund
Rådet afviklede et sæt af teologiske kontroverser, der går tilbage til det sjette århundrede, men havde intensiveret under kejseren Heraclius (610-641) og Konstans II (641-668). Heraclius havde sat sig for at genoprette meget af den del af hans imperium, der var tabt til perserne, og havde forsøgt at bygge bro over kontroversen med monofysitisme, som var særlig stærk i Syrien og Egypten, ved at foreslå en moderat teologisk position, der havde så god støtte i traditionen som enhver anden. Resultatet var først monoenergisme, det vil sige at Kristus, selv om denne eksisterede i to naturer, havde en energi (guddommelig og menneskelig), den anden var monotelitisme, det vil sige at Kristus havde en vilje (med andre ord at der ikke var nogen modsætning i Kristus mellem hans menneskelige og guddommelige vilje). Denne doktrin blev accepteret i det meste af den byzantinske verden, men mødte modstand i Jerusalem og i Rom og indledte en kontrovers, der fortsatte selv efter tabet af de genoprettede provinser og Heraclius død. Da Heraclius' barnebarn Konstans II tog tronen, så han kontroversen som truende imperiumets stabilitet og forsøgte at neddæmpe diskussionen ved at forbyde tale enten for eller imod læren. Pave Martin I og munken Maximus, de fremtrædende modstandere af monotelitisme (som de tolkede som at nægte en menneskelig vilje hos Kristus) holdt en synode i Rom i 649, der fordømte monoenergisme og monotelitisme. I Konstantinopel beskyldte nogle paven for at støtte revolutionen, dette blev betragtet som højforræderi, og Martin og Maximus blev derfor arresteret, anklaget, dømt og sendt til eksil, hvor han snart døde.

## Forberedelser
Efter, at Konstans 'søn og efterfølger Konstantin IV havde overvundet den muslimske belejring af Konstantinopel i 678, gjorde han det straks til sit mål at genskabe fællesskabet med Rom: han skrev til pave Donus, der foreslog en konference om sagen. Da brevet nåede til Rom, var Donus død, men hans efterfølger, pave Agatho, gik ind for kejsers forslag og beordrede et koncil holdt i hele Vesten, således at legater kunne præsentere den vestlige kirkes tradition. Der var en synode i Milano under ærkebiskop Mausuetus; en anden synode blev afholdt i 680 i Heathfield, hvorover Theodore, ærkebiskop af Canterbury præsiderede. Pave Agatho indkaldte derefter en synode i Rom i påsken 680 med repræsentanter fra de regionale synoder.
Derefter sendte han en delegation til møde de østlige repræsentanter i Konstantinopel. Delegaterne fremlagde to breve, et fra pave Agatho til kejseren, og et andet fra biskopperne i Rom-synoden til dem, der samledes i Konstantinopel.
I mellemtiden indkaldte Constantin patriarken George I af Konstantinopel og alle biskopperne fra hans jurisdiktion under Konstantinopel til et råd. Han indkaldte også patriarken Macarius af Antioch, en byzantinsk repræsentant permanent bosiddende i Konstantinopel på grund af den muslimske besættelse af hans område.

## Forløb
Den 7. november 680 samledes blot 37 biskopper og en række presbytere i det kejserlige palads, i den kuplede hal kaldet Trullus. Patriarkerne af Konstantinopel og Antioch deltog personligt, mens patriarkaterne i Alexandria og Jerusalem var repræsenterede af byzantinske udnævnte (på grund af den saracensk-muslimske erobring var der på denne dato ingen patriark i nogen af disse områdeer). Paven og et råd, han havde holdt i Rom, var repræsenteret af nogle få præster og biskopper (som det var normalt ved østlige økumeniske råd). I sin åbningsperiode overtog rådet et økumenisk råds myndighed. Kejseren deltog og præsiderede de første elleve sessioner, deltog i diskussionerne og vendte tilbage til afslutningsperioden den 16. september 681, deltog af 151 biskopper.
Under rådet blev der læst et brev af pave Agatho, som hævdede, at Kirken havde traditionel tro på, at Kristus var af to vilje, guddommelige og menneskelige. De fleste af biskopperne til stede accepterede brevet og proklamerede, at Sankt Peter talte gennem Agatho, men ironisk nok proklamerede dette råd også en anden historisk pave som anathema. Antiochias makarius forsvarede monotelisme, men blev fordømt og afsat sammen med sine støtter. Rådet fastslog i overensstemmelse med Agathos brev, at Jesus Kristus havde to energier og to viljer, men at den menneskelige vilje var 'underkastet sin guddommelige og almægtige vilje'. Rådet undgik omhyggeligt enhver omtale af Maximus Bekenderen, som stadig blev betragtet med mistanke. Det fordømte både monoenergisme og monotelisme som kættersk og omfattede dem, der havde støttet dette kætteri, herunder pave Honorius I og fire tidligere patriarker i Konstantinopel. Da Rådet havde nåetr sit resultat, blev dekreterne sendt til Rom, hvor de blev accepteret af Agathos efterfølger, pave Leo II.

## Quinisextum
Quinisextum, det 2. trullanske koncil, der var ment som et supplement til det 5. og 6. økumeniske koncil, vedrørte udelukkende kirkens forfatning, kult og disciplin. Men som følge af de beslutninger, som blev truffet i denne sammenhæng, blev skabt grundlaget for det endelige brud mellem den romerske og den græske kyrke. Grækerne, som ikke brød sig om den dominerende rolle, Rom havde haft under det første koncil, fik her vedtaget 6 kanoniske bestemmelser, som var i direkte modsætning til romerkirkens anskuelser. Således blev næsten alle latinske koncilers beslutninger og pavelige dekreter forkastede, til gengæld blev samtlige 85 apostolske "canones" (regler) af hvilke mange var ældre bestemmelser fra Østens kirke, anerkendte, skønt Rom kun havde anerkendt 50 som gyldige. Endvidere blev den romersk-katolske skik at tvinge presbytere (præster) og diakoner til at leve i cølibat forkastet, faste om lørdagen blev fordømt, patriarkerne i Rom og Konstantinopel blev erklæret for ligeværdige i overensstemmelse med beslutningen på koncilet i Chalkedon og således videre. Ganske vist underskrev pavens udsendinge koncilets beslutninger, men pave Sergius I nægtede at anerkende koncilet og forbød offentliggørelse af koncilets beslutninger i de vestlige kirker. I realiteten blev det andet trullanske koncil derfor ikke noget økumenisk koncilium, men kun et orientalsk.